# Убийства на «Шоссе слёз»
Убийства на «Шоссе слёз» (англ. Highway of Tears murders) — серия нераскрытых убийств и исчезновений девочек и женщин в Британской Колумбии, произошедших на участке Шоссе 16 протяжённостью около 800 километров, пролегающем между городами Принс-Джордж и Принс-Руперт. Согласно официальным источникам, количество жертв на момент 2006 года равнялось 18, однако, по заявлениям местных организаций коренных народов, оно может достигать 43.

## Список жертв
Убийство
 Исчезновение
| Номер | Имя                                   | Возраст | Место                 | Дата исчезновения | Примечание |
| ----- | ------------------------------------- | ------- | --------------------- | ----------------- | --- |
| 1     | Глория Муди (Gloria Moody)            | 26      | Уильямс-Лейк          | 25 октября 1969   | В последний раз её видели 25 октября, когда она выходила из бара в Уильямс-Лейк. Тело было найдено на следующий день в 10 километрах оттуда, в лесу у скотоводческой фермы. |
| 2     | Мишелин Паре (Micheline Pare)         | 18      | Хадсонс-Хоуп          | Июль 1970         | Две женщины, перевозившие её автостопом, высадили её на Шоссе 20 между Форт-Сент-Джон и Хадсонс Хоуп. Тело найдено 8 августа. |
| 3     | Гейл Уэйз (Gale Weys)                 | 19      | Клируотер             | Октябрь 1973      | Двигалась автостопом из Клируотера в Камлупс. Тело было найдено в канаве у Шоссе 5 к югу от Клируотера. |
| 4     | Памела Дарлингтон (Pamela Darlington) | 19      | Камлупс               | 6 ноября 1973     | Двигалась автостопом до местного бара в Камлупсе. Тело было найдено на следующий день. |
| 5     | Коллин Макмиллен (Colleen MacMillen)  | 16      | Уан-Хандред-Майл-Хаус | 9 августа 1974    | В последний раз её видели голосующей в Лак-ла-Хаш; направлялась из дома к другу. Тело было найдено 5 сентября. В 2012 году было выяснено, что образцы ДНК, снятые с тела, совпадают с образцами ДНК подозреваемого, Бобби Джека Фаулера (Bobby Jack Fowler). |
| 6     | Моника Игнас (Monica Ignas)           | 15      | Террейс               | 13 декабря 1974   | Предположительно, в момент исчезновения возвращалась домой из школы в Торнхилле. Тело было найдено 6 апреля 1975 года. Девушка была задушена. |
| 7     | Моника Джек (Monica Jack)             | 12      | Мерритт               | 6 мая 1978        | Её судьба оставалась неизвестной в течение восемнадцати лет. В 1995 году её останки были обнаружены в овраге у лесовозной дороги на горе Суокум, на расстоянии 20 километров от места, где нашли её велосипед. Личность установили только в 1996 году при помощи стоматологической карты и анализа ДНК. У полиции имелся подозреваемый, однако против него не было достаточно улик. |
| 8     | Морин Моузи (Maureen Mosie)           | 33      | Камлупс               | 8 мая 1981        | Тело найдено 9 мая. |
| 9     | Шелли-Энн Баску (Shelly-Ann Bascu)    | 16      | Хинтон                | 3 мая 1983        | Несколько дней спустя после исчезновения её личные вещи, включая одежду, были найдены неподалёку от реки Атабаска. На вещах присутствовали следы крови, группа крови была та же, что у пропавшей. Тело не было найдено. |
| 10    | Альберта Уильямс (Alberta Williams)   | 24      | Принс-Руперт          | 26 августа 1989   | Тело найдено 16 сентября 1989 года. |
| 11    | Делфина Никкал (Delphine Nikkal)      | 16      | Смизерс               | 14 июня 1990      | Пропала без вести, двигаясь автостопом по Шоссе 16 из Смизерс домой в Телкву. |
| 12    | Рамона Уилсон (Ramona Wilson)         | 16      | Смизерс               | 11 июня 1994      | В день исчезновения ехала к друзьям в Смизерс. Останки были обнаружены в апреле 1995 года в Смизерс неподалёку от аэропорта. |
| 13    | Роксанна Тиара (Roxanne Thiara)       | 15      | Бёрнс-Лейк            | 1-3 июля 1994     | Тиара была проституткой. В последний день, когда её видели живой, она сказала другу, что направляется к клиенту. Тело было найдено 17 августа в кустах у Шоссе 16, в шести километрах к северу от Бёрнс-Лейк. |
| 14    | Алишиа Жермен (Alishia Germaine)      | 15      | Принс-Джордж          | 9 декабря 1994    | Тело было найдено 9 декабря 1994 года в Принс-Джордж позади здания начальной школы. Причиной смерти послужили колото-резаные раны. Жермен занималась проституцией, но, по заявлению друзей, «завязала» за две недели до смерти. Была лично знакома с Роксанной Тиарой. |
| 15    | Лана Деррик (Lana Derrick)            | 19      | Торнхилл              | 7 октября 1995    | Последний раз её видели в Торнхилле на заправочной станции. Фаулер был арестован в июне 1995 и поэтому не мог быть повинен в её исчезновении. |
| 16    | Николь Хоэр (Nicole Hoar)             | 25      | Принс-Джордж          | 21 июня 2002      | Фаулер пребывал в заключении с 1996 года до самой своей смерти в 2006 году, поэтому не мог быть повинен в этом и последующих преступлениях. |
| 17    | Тамара Чипман (Tamara Chipman)        | 22      | Принс-Руперт          | 21 сентября 2005  | В последний раз её видели голосующей на Шоссе 16. |
| 18    | Айела Сарик Оже (Aielah Saric Auger)  | 14      | Принс-Джордж          | 2 февраля 2006    | Тело найдено 10 февраля 2006 года на Шоссе 16. |
| 19    | Лорен Донн Лесли (Loren Donn Leslie)  | 15      | Вандерхуф             | 2010              | Тело было найдено 27 ноября 2010 года на заброшенной лесовозной дороге. В убийстве был обвинён 21-летний Коди Лежебокофф (Cody Legebokoff). Он был также обвинён в убийстве трёх других женщин. |
| 20    | Мэдисон Скотт (Madison Scott)         | 20      | Вандерхуф             | 27 мая 2011       | Пропала без вести, занимаясь кемпингом. |

## Расследование
В 2009 году полиция произвела обыск частной территории в Айл Пирр на предмет нахождения там останков Николь Хоэр. Территорией владел Лиланд Винсент Суитцер (Leland Vincent Switzer), ныне отбывающий срок за убийство второй степени своего брата. Также собственность обыскивалась на предмет останков других женщин с «Шоссе слёз», но следственных мероприятий в этом направлении более не производилось.
25 сентября 2012 года Королевской канадской конной полицией (КККП) было объявлено, что установлен убийца одной из жертв — американский преступник Бобби Джек Фаулер, ДНК которого было обнаружено на теле Коллин Макмиллен. ДНК-профиль был составлен ещё в 2007 году, однако лишь пять лет спустя появились технологии, благодаря которым удалось установить личность преступника. Фаулер также подозревается в убийствах Гейл Уэйз и Памелы Дарлингтон, совершённых в 1973 году. По мнению представителей КККП, он может быть повинен ещё в десяти убийствах.
Несмотря на это, следователи не уверены, что все убийства когда-либо будут раскрыты. При наличии подозреваемых по ряду случаев у полиции недостаточно оснований для предъявления обвинений.